# Prawo zemsty
Prawo zemsty (ang. Law Abiding Citizen) – amerykański thriller z 2009 roku w reżyserii F. Gary’ego Graya. Światowa premiera filmu miała miejsce 16 października 2009 roku, natomiast w Polsce odbyła się 27 listopada 2009 roku.

## Fabuła
Filadelfia. Żona i córka Clyde’a Sheltona (Gerard Butler) zostają zamordowane. Policja szybko łapie sprawców. Ambitny prokurator, Nick Rice (Jamie Foxx) pomaga uniknąć kary jednemu z nich. Po 10 latach mężczyzna ten ginie. Do jego zabójstwa przyznaje się Clyde. Na jego liście znajdują się też Rice i jego rodzina.

## Obsada
- Jamie Foxx jako Nick Rice
- Gerard Butler jako Clyde Alexander Shelton
- Colm Meaney jako detektyw Dunnigan
- Bruce McGill jako Jonas Cantrell
- Leslie Bibb jako Sarah Lowell
- Michael Irby jako detektyw Garza
- Gregory Itzin jako Warden Inger
- Regina Hall jako Kelly Rice
- Emerald-Angel Young jako Denise Rice
- Christian Stolte jako Clarence James Darby
- Annie Corley jako sędzia Laura Burch
- Richard Portnow jako Bill Reynolds
- Viola Davis jako pani burmistrz April Henry
- Michael Kelly jako Bray
- Josh Stewart jako Rupert Ames
- Roger Bart jako Brian Bringham
- Dan Bittner jako Serneo
- Evan Hart jako Collins
- Reno Laquintano jako Dwight Dixon